# Tinwell

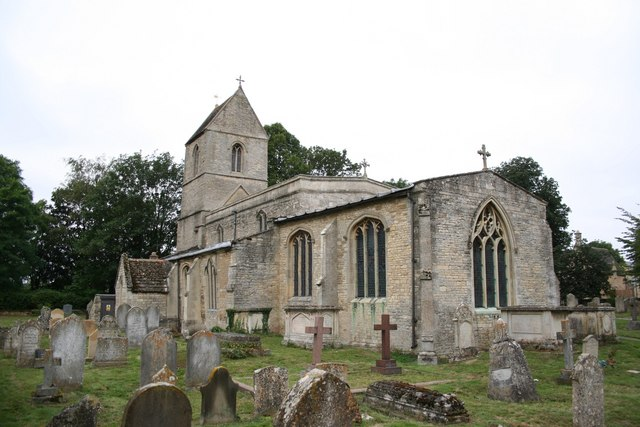
L'église de Tinwell.

Tinwell est un village et une paroisse civile du Rutland, en Angleterre. Il est situé non loin de Stamford. Au moment du recensement de 2011, il comptait 234 habitants.